# 愛 (タレント)
愛（あい、1991年11月18日 - ）は、日本のタレント、モデル、歌手。レーベルは、2021年からドリーミュージックに所属する。愛称は、あいにゃん。茨城県生まれで、2才から青森県八戸市で生活している。「館鼻岸壁朝市」PR大使、番組内の愛称は愛ちゃん。女性アイドルグループ「シンデレラマジックEAST」の元メンバーである。現在は引退しTVディレクターと結婚している。

## 概要
1991年に茨城県に生まれる。2才から青森県八戸市に家族と転居してから二十数年、地元八戸市を拠点にご当地タレント、モデル、歌手として活躍する。
2020年から「館鼻岸壁朝市PR大使」を務め、TBSテレビ「中居大輔と本田翼と夜な夜なラブ子さん」レギュラー出演。同年3月まで八戸市育ちのオトナアイドル「シンデレラマジックEAST」メンバーとして活躍していた。

## 略歴
茨城県出身。2才で父の実家がある八戸市に引っ越す。八戸学院短期大学を卒業。
3才からヤマハ音楽教室に通い、ピアノ、歌のレッスンを学ぶ。アイドル歌手に憧れて、20才前には様々なオーディションを受験。ソニー・ミュージックエンタテインメント主催のアイドル声優オーディションでは最終審査の10人まで残ったが不合格。芸能界を諦めかけた。
2013年、21才のときNHKで放送された連続テレビ小説「あまちゃん」のエンドロールに八戸市のモデル事務所「アン オリーブ」（のちに現在の事務所「トゥインクル」）を見つけて応募。見事合格して所属タレントとなった。
同年、青森朝日放送「マサックのスーパー実験室」のオーディションに合格、実験室助手見習いとして大抜擢される。
2017年、歌をやりたかった思いをもったまま、事務所が初の女性アイドルグループを立ち上げると聞き、メンバーとして社長に志願。7月に『シンデレラマジックEAST』の第一期メンバーとしてデビュー。11月、メジャーレーベル「ユニバーサルミュージック」より「シンデレラマジック」「テディガールズラブ」を2曲同時リリース。坂本つとむwithケンイチ大倉(ジョニー大倉Jr.)がプロデュースしたことで話題となった。
2019年にはAKB48、機動戦士ガンダムに楽曲提供するsay-taによる「Still i love you」（4月）、「デストロイマイハート」（8月）がリリース。全国1638組の中日本ご当地アイドル活性協会「2019上半期未発掘アイドルセレクト10」に選出、テレビ朝日主催『愛踊祭〜あいどるまつり〜国民的アニメソングカバーコンテスト』において「審査員特別賞」「オーディエンス賞」のダブル受賞をした。
2020年3月、人気絶頂のなか惜しまれつつ、シンデレラマジックEASTを卒業して、現在はモデル、タレント、ソロアイドルとして活動をしている。
2020年、TBSテレビ「中居大輔と本田翼と夜な夜なラブ子さん」レギュラー出演。「館鼻岸壁朝市」PR大使に抜擢され、八戸市長のもとへ表敬訪問した。
2020年12月22日、「2020年下半期アイドルセレクト10」に選出される。
2021年7月2日、「2021年上半期アイドルセレクト10」に選出される。
2021年9月22日、ドリーミュージックからメジャーデビュー。
2021年12月17日、「2021年下半期アイドルセレクト10」に選出される
2022年引退
2023年6月25日TBS系列のTVディレクターと結婚

## 受賞歴
- 日本ご当地アイドル活性協会「2019上半期未発掘アイドルセレクト10」選出（全国1638組中）[4]
- テレビ朝日主催『愛踊祭』東北エリア代表決定戦「審査員特別賞」「オーディエンス賞」[5]
- 館鼻岸壁朝市PR大使（2020年～ ）[12]

## 人物
- 特技は絶対音感、初めての歌でもハモれること[13]。
- 祖母は老舗のすいとん屋、祖父は漁師。その影響で、イカ刺し、ウニなど海産物は何でも大好き[13][14]。
- 両親とも過保護。特に実父は、愛が20才前に受験した東京オーディションには全て引率してきた[13]。
- 八戸の朝は寒いので、館鼻岸壁朝市のライブでは入念なストレッチと身体を常に温めることを心がけている[14]。
- 特技は「ドラえもん」「ピカチュウ」「スネオ」の声真似[14]。
- 今後はアイドル以外に、アニソンシンガー、声優、クイズ番組の仕事をしたいとインタビューで話している[14]。
- ライバルは、八戸市の公式イメージキャラクター・いかずきんズ[14]。

## 音楽活動
- 「君にAiDai / ふたりで乗った観覧車」（2021年9月22日、ドリーミュージック） - AKB48「ヘビーローテーション」作曲家・山崎燿が制作[15]

## テレビ

### 現在
レギュラー
- 「わっち!!」（ATV青森テレビ／TBSテレビ系）『100均deおうち楽々生活』

### 過去
- 「ズブ濡れ」（ABA青森朝日／テレビ朝日系）
- 「六ヶ所ロックTV」 - リポーター
- 「マサックのスーパー実験室」（ABA青森朝日／テレビ朝日系） - 新人見習い助手
- 「わっち!!」（ATV青森テレビ／TBSテレビ系）
- 「HTVインフォメーション」（HTV八戸テレビ放送）
- 「ワンダフルナビゲーション」（ATV青森テレビ／TBS系）
- 「夢はここから生放送 ハッピィ」（ABA青森朝日／テレビ朝日系）
- 「横山ひできの新情報をリサーチせよ」（ATV青森テレビ／TBS系） - アシスタント
- 「ドキドキ♪ワクワク ナツ旅するならこんなトコ」（ATV青森テレビ／TBS系）
- 「中居大輔と本田翼と夜な夜なラブ子さん」（TBSテレビ）[13][16]ラブ子No.14

## モデル
- アップルブライダルハウス八戸店　ブライダルモデル[17]
- 三八五オートスクール[17]
- 新造船「シルバーティアラ」船内紹介[17]
- 新航路宮古～室蘭間旅客フェリー「シルバークイーン」船内紹介動画モデル[17]
- 田子町「タプコザガマ」Webモデル[17]
- JR八戸駅観光動画「駅から観タクン」[17]
- 館鼻岸壁朝市まっぷ2020（令和2年青森県八戸市）イメージモデル[17]
- 八戸発あおもりPRマガジンUKIPAL 　表紙掲載、『愛ちゃんのあいいろのおと』コラム連載（2020年7月号～現在）[17]

## CМ
- 「CAR SUPER」天気予報フィラー（ABA青森朝日／テレビ朝日系）[13]
- キリン一番搾り「青森に乾杯」[13]
- 「グランパークホテル」天気予報フィラー（ATV青森テレビ／TBSテレビ系）[13]
- 青森ダイハツ[13]
- 青森県「あおもり飲食店ありがとうキャンペーン」[13]
- JR東日本と東北各地の観光協会が展開するキャンペーン「東北ディスティネーション」[15]
- サテライト六戸(2021年)

## YouTube番組
- はちわらTV
- 日本ドローン活用推進機構JDUI TV